# Vendémiaire (frégate)
Pour les articles homonymes, voir Vendémiaire (homonymie).
Le Vendémiaire (indicatif visuel F734) est une frégate de surveillance française de la classe Floréal.

## Caractéristiques

### Armement
Les systèmes d'armement du Vendémiaire incluent :
- Deux systèmes Aérospatiale MM38 Exocet
- Un système Matra Simbad
- Un canon DCN mod.68 CADAM de 100⁄55 mm
- Deux canons GIAT 20.F2 de 20 mm

Elle accueille aussi un hélicoptère Panther.

### Électronique
- Un radar de veille combiné Thomson CSF Mars (DRBV.21A)
- Deux radars de navigation Racal Decca 1229 (DRBN.34A)
- Un contrôle d'armes CSEE Najir
- Un système Syracuse 2
- Un (1*10) lance leurres CSEE Dagaie Mk.2
- Un détecteur radar Thomson CSF ARBR.17

## Carrière opérationnelle
En mars 2015, la frégate part au Vanuatu aider les habitants sinistrés par le cyclone Pam. En juin 2015, la frégate réaffirme la souveraineté de la France sur l'île Matthew et l'île Hunter.
Le 24 juillet 2017, le Vendémiaire intercepte une cargaison de 1,4 tonne de cocaïne – un record pour la région – qui se trouvait à bord d'un voilier croisant au large des Tonga, dans le Pacifique sud, en provenance du canal de Panama à destination de l'Australie. Le navire arraisonné battait le pavillon de Gibraltar et son équipage, de quatre personnes, était de nationalités lituanienne et lettonne.
Dans le cadre du dialogue 2+2 franco-japonais, la Vendémiaire est déployée – avec un avion Falcon 200 – au printemps 2019 en mer du Japon pour surveiller le trafic maritime et lutter contre les contournements répétés par la Corée du Nord des sanctions du Conseil de sécurité des Nations unies. Il est prévu qu'elle participe en avril aux célébrations du 70e anniversaire de la marine chinoise, à Qingdao, mais elle ne s'y montre finalement pas, la Chine ayant annulé l'invitation de la France à l'événement après avoir intercepté au début du mois une frégate française — probablement la Vendémiaire elle-même — dans le détroit de Taïwan. Et en 2022 participe à La Perouse 22, exercice Franco-nippo-indien.

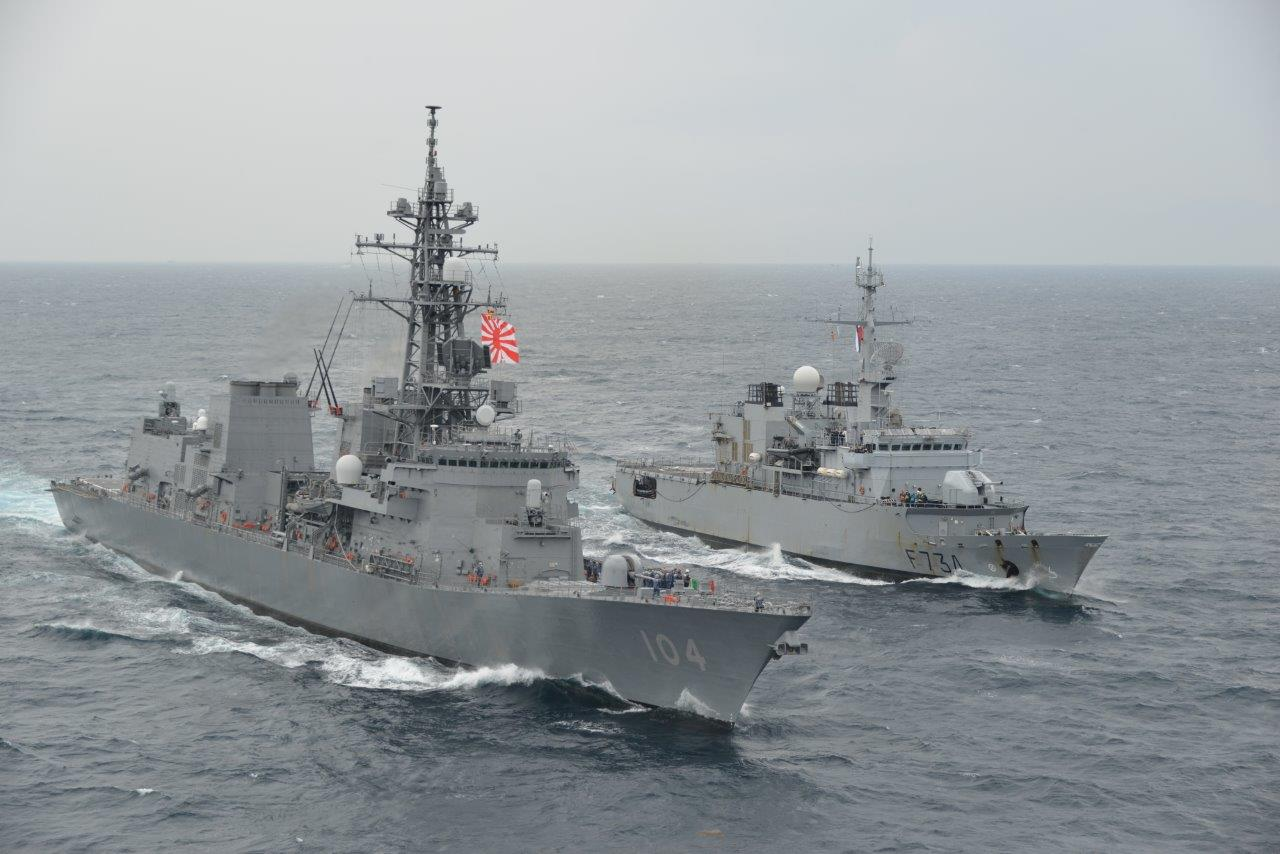
2022 le JS Kirisame（DD-104）et le Vendémiaire.

La Vendémiaire est chargée d'acheminer à la mi-septembre 2023 (depuis la Nouvelle-Calédonie) l'aide humanitaire française aux populations déplacées internes de la région autonome de Bougainville à la suite des éruptions volcaniques du mont Bagana depuis juillet 2023 sur l'île Bougainville.